# Ferrovia Transcaspiana

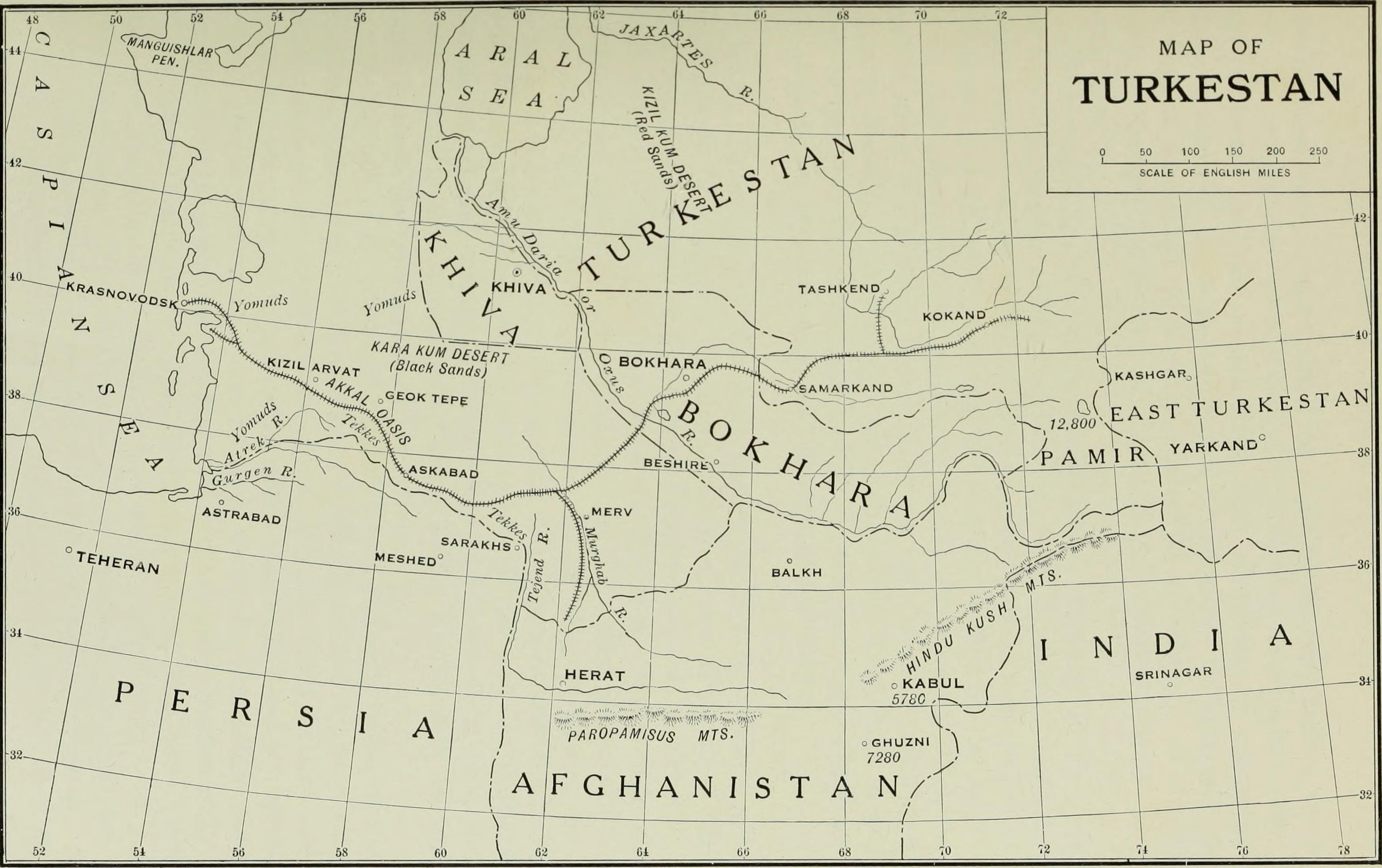
Mapa da Ferrovia da Ásia Central em 1922. A ferrovia ia de Krasnovodsk até Cocande e Tasquente via Asgabate, Bucara e Samarcanda.

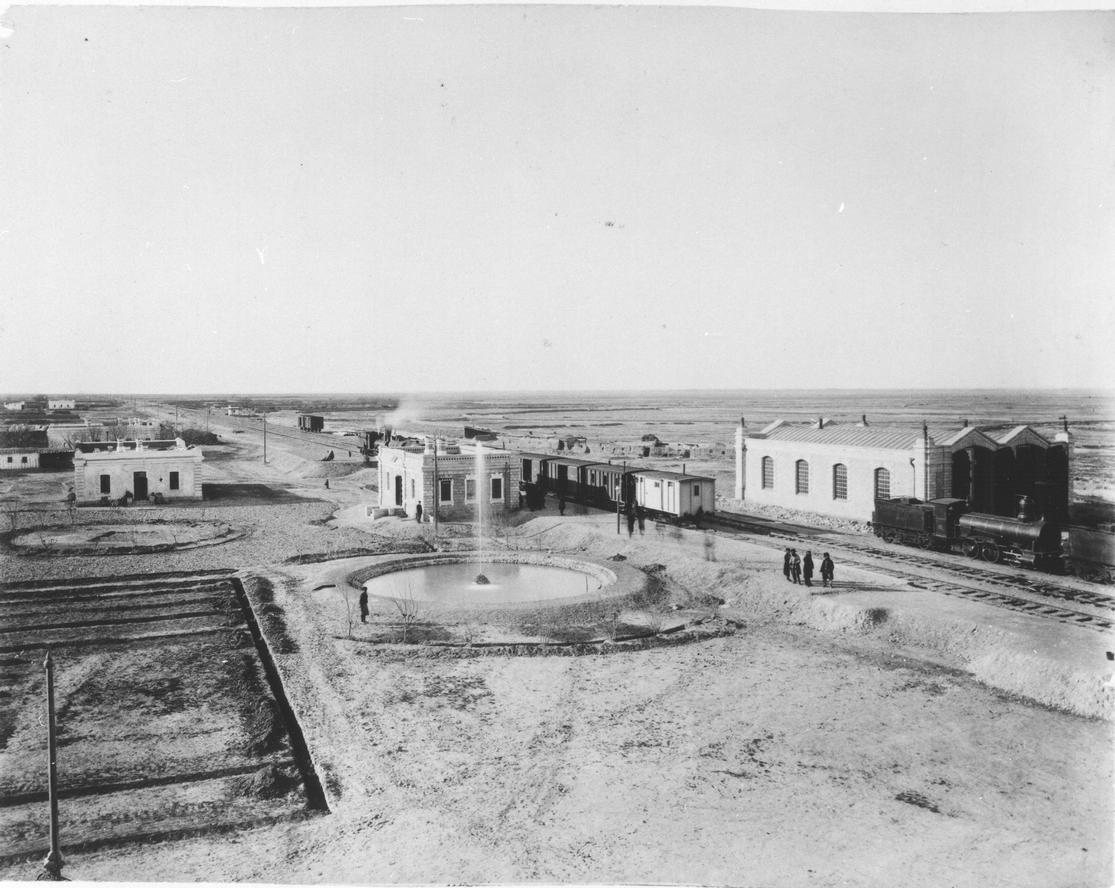
A estação de Bahmi na Ferrovia Transcaspiana c. 1890

A Ferrovia Transcaspiana ou Ferrovia da Ásia Central (em russo: Среднеазиатская дорога железная) é uma ferrovia que segue o caminho da Rota da Seda através da maior parte do oeste da Ásia Central. Foi construída pelo Império Russo durante a sua expansão para a Ásia Central no final do século XIX. Foi iniciada em 1879, após a anexação do Canato de Cocande. Originalmente servia como um propósito militar para facilitar o Exército Imperial Russo em ações contra a resistência local ao seu domínio. No entanto, quando Lorde Curzon visitou a estrada de ferro, comentou que considerava ser significante significado para além do controle militar local e que ameaçava os interesses britânicos na Ásia.

## História
A construção começou em 1879 de uma ferrovia de bitola estreita para Gyzylarbat (atual Serdar), após a conquista russa da Transcáspia, sob o comando do general Mikhail Skobelev. Foi rapidamente alterado para a bitola russa de 5 pés, e a expansão da linha até Asgabate e Merv (atual Mary) foi concluída sob o comando do General Michael Nicolaivitch Annenkoff em 1886. 
Originalmente a linha começava em Uzun-Ada, à beira do mar Cáspio, mas o terminal foi posteriormente deslocado para o norte até o porto de Krasnovodsk. A ferrovia chegou a Samarcanda via Bucara em 1888, onde parou por dez anos até se estender a Tasquente e Andijan em 1898. A ponte permanente sobre o rio Amu Dária só foi concluída em 1901 e até então os trens passavam sobre uma construção de madeira frágil que era frequentemente danificada por inundações.
Já em 1905, havia uma balsa de trem através do mar Cáspio de Krasnovodsk até Bacu, no Azerbaijão. A ferrovia de Tasquente (Transaral), que liga a Ferrovia Militar Transcaspiana à rede de outras ferrovias russas e europeias, foi concluída em 1906.

### Revolução e guerra civil
A ferrovia era o meio mais importante de comunicação na área, e os trabalhadores da ferrovia se tornaram ativistas-chave durante a Revolução Russa. Foram trinta e cinco trabalhadores ferroviários que fundaram o Soviete de Tasquente em 2 de março de 1917. Eles decretaram que a administração da estrada de ferro deveria ser transferida para longe de Asgabate e enviaram o comissário Frolov para esta cidade, um movimento que se revelou impopular. Por sua vez, os trabalhadores ferroviários no extremo oeste da ferrovia romperam com Tasquente, orientados pelos bolcheviques, estabelecendo o Comitê Executivo de Asgabate em 14 de julho de 1918.
Tanto a ferrovia quanto os trabalhadores também tiveram um papel importante na Guerra Civil Russa. Tropas do Exército da Índia Britânica participaram em algumas das batalhas ao longo da linha férrea. Tasquente foi um bastião importante para o Exército Vermelho.
Durante o período soviético e além, a estrada de ferro foi administrada de Tasquente.

## Impactos econômicos
A ferrovia permitiu um aumento maciço na exportação de algodão da região, que aumentou de 873 092 pudes (53,3 toneladas) em 1888 para 3 588 025 (219 049 t) em 1893. Em troca, açúcar, querosene, madeira, ferro e materiais de construção foram importados para a área. Esses números crescentes do comércio foram utilizados pelo governador-geral Nikolai Rozenbakh para defender a extensão a Tasquente, enquanto o comerciante N. I. Reshetnikov ofereceu fundos privados para o mesmo fim.

## Rota

Rota da ferrovia Transcaspiana no Turcomenistão

Rota da ferrovia Transcaspiana no Uzbequistão

A ferrovia começa na costa leste do mar Cáspio em Türkmenbaşy e segue para o sudeste, ao longo da borda do deserto de Karakum. O importante entroncamento no terminal de reparo de rotas e locomotivas está localizado na cidade de Bereket (anteriormente Gazandjyk), cerca de 340 km a leste. Também neste ponto, a ferrovia transcaspiana cruza a recém-construída Ferrovia Transnacional Norte-Sul, que conecta a Rússia, o Cazaquistão, o Turcomenistão, o Irã e termina no golfo Pérsico.
Depois de Bereket, a rota corre paralela ao canal de Caracum. Passa por Asgabate e continua para o sudeste, no sopé das montanhas Kopet Dag e passando por Tejém. Em Tejém, um moderno ramal ferroviário liga à fronteira iraniana em Serakhs e daí para Mexede, no Irã. De Tedzhen, a Trancaspiana segue para o nordeste, através de Mary (Merve), onde um ramal construído na década de 1890 leva à fronteira afegã em Gushgy, e a linha principal continua até Turkmenabat (Chärjew). A partir daí, um ramal construído no período soviético liga o noroeste a Urganch e ao Cazaquistão e à Rússia.
A linha principal continua de Türkmenbaşy até Bucara (onde um ramal construído em 1910 leva a Termez e Duchambé) e depois segue para Samarcanda. Na província de Sir Dária, onde cruza o rio Sir Dária, um ramal corre para o leste no fértil vale de Fergana. De lá, a ferrovia continua até Tasquente. Ali, outra linha segue para noroeste, em direção ao Cazaquistão, que se ramifica em Aris, formando a via ferroviária Turquestão–Sibéria, que se estende até Novosibirsk.